# Bureja
Bureja (rusky Бурея) je řeka v Chabarovském kraji a v Amurské oblasti ve východním Rusku. Od soutoku zdrojnic je 623 km dlouhá a včetně Pravé Bureje dosahuje délky 739 km. Povodí má rozlohu 70 700 km².

## Průběh toku
Vzniká soutokem Pravé a Levé Bureje, z nichž první pramení na jižních svazích horského hřbetu Ezop a druhá na západních svazích hřbetu Dusse Aliň. Na horním toku má horský charakter a rychlost toku dosahuje 3 až 4 m/s, níže se údolí rozšiřuje. Na středním toku se prořezává mezi výběžky hřbetu Turana, přičemž teče v úzké dolině. Na dolním toku protéká Zejsko-burejskou nížinou. Vlévá se zleva do Amuru dvěma rameny.

### Přítoky
- zprava – Niman, Tujun
- zleva – Urgal, Tyrma

## Vodní režim
Zdrojem vody jsou převážně deště. V létě dochází k 5 až 7 povodním, při kterých může úroveň hladiny stoupnout o 6 až 10 m.

## Využití
Řeka je splavná pro vodáky a vodní doprava je možná na středním a dolním toku. Hlavní přístavy jsou Čekunda a Malinovka. V povodí řeky jsou naleziště uhlí a železné rudy. Také zde byly nalezeny sošky mamutů.
Vodní energii řeky využívá Burejská a Nižněburejská vodní elektrárna.